# Línea de alta velocidad Burdeos-Frontera española
La nueva Línea de alta velocidad Burdeos-Frontera española, en francés y oficialmente LGV Bordeaux - Espagne, es un proyecto de prolongación de la  Línea de alta velocidad Atlantique para enlazar en Hendaya con la LAV Vitoria - Bilbao - San Sebastián / Frontera francesa. La línea mixta pasajeros/mercancías permitirá conectar las redes de alta velocidad de los dos países y también hacer frente al incremento anual de 10% de tráfico de mercancías en la autopista A63.
El 6 de abril de 2012 el trazado fue aprobado por el ministro de Transportes de Francia.

## Historia
- 2004 - 2005: Estudios preliminares.
- 2006: Debate público.
- 6 de abril de 2012: Aprobación por el Ministerio de Transporte de la futura línea de alta velocidad.[2]